# لیلیال
لیلیال (به انگلیسی: Lilial) یک ترکیب شیمیایی با شناسه پاب‌کم ۱۵۴۹۶۶۰ است. 
لیلیال(لیلی آلدهید)یک ترکیب شیمیایی هست که از گیاه گل سوسن گرفته شده و در ساخت لوازم آرایشی کاربرد دارد،مانند لوسیون بدن و در بعضی از موارد مانند یک آلرژن عمل میکند و حساسیت پوستی ایجاد میکند.